# Атеросклероза
Атеросклероза је болест која настаје када се унутрашњост артерије сузи због накупљања плака. У почетку обично нема симптома. У тешком стадијуму може довести до коронарне артеријске болести, можданог удара, периферне васкуларне болести или проблема са бубрезима у зависности од тога које су артерије захваћене болешћу. Симптоми, ако се јаве, обично се не јављају до средњих година.
Тачан узрок није познат. У факторе ризика спадају поремећен ниво холестерола, висок крвни притисак, дијабетес, пушење, гојазност, породична историја болести и нездрава исхрана. Плак садржи маст, холестерол, калцијум и друге супстанце које се налазе у крви. Сужавањем артерија се ограничава проток крви богате кисеоником у делове тела. Дијагноза се, између осталог, заснива на физичком прегледу, електрокардиограму и тесту оптерећења.
Превенција се обично огледа у здравој исхрани, вежбању, избегавању пушења и одржавању нормалне тежине. Лечење успостављене болести може укључивати лекове за снижавање холестерола, као што су статини, лекове за крвни притисак или лекове који смањују згрушавање, као што је аспирин. Такође се могу спровести бројне процедуре, као што су перкутана коронарна интервенција, аутокоронарни бајпас или каротидна ендартеректомија.
Атеросклероза обично почиње када је особа млада и погоршава се са годинама. Скоро све особе до 65 година у одређеној мери су погођене овом болешћу. Она је најчешћи узрок смрти и инвалидитета у развијеном свету. Иако је ова болест први пут описана 1575. године, постоје докази да се јавила код људи пре више од 5000 година.